# STS-52
STS-52は、コロンビアを用いたスペースシャトルのミッションである。1992年10月22日に打上げられた。

## 乗組員
- 船長 - ジェームズ・ウェザービー (2)
- パイロット - マイケル・A・ベーカー（英語版） (2)
- ミッションスペシャリスト1 - チャールズ・ビーチ（英語版） (2)
- ミッションスペシャリスト2 - ウィリアム・シェパード (3)
- ミッションスペシャリスト3 - タマラ・E・ジャーニガン (2)
- ペイロードスペシャリスト - スティーブ・マクレーン（英語版） (CSA) (1)

## ミッションパラメータ
- 質量:
  - 着陸時:97,201 kg
  - ペイロード:8,078 kg
- 近点:304 km
- 遠点:307 km
- 軌道傾斜角:28.5°
- 軌道周期:90.6分

## ミッションの概要

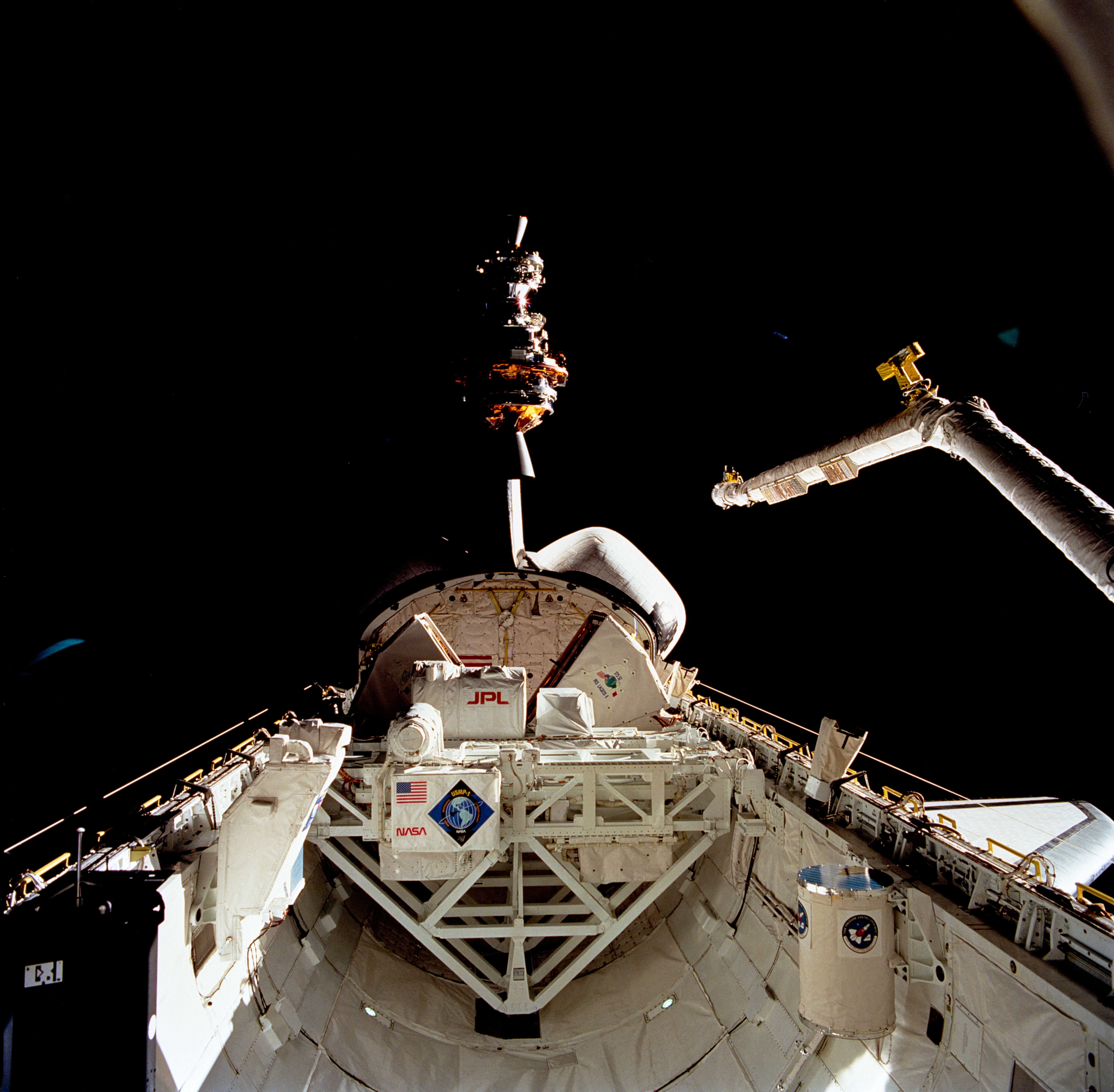
LAGEOS-IIの放出

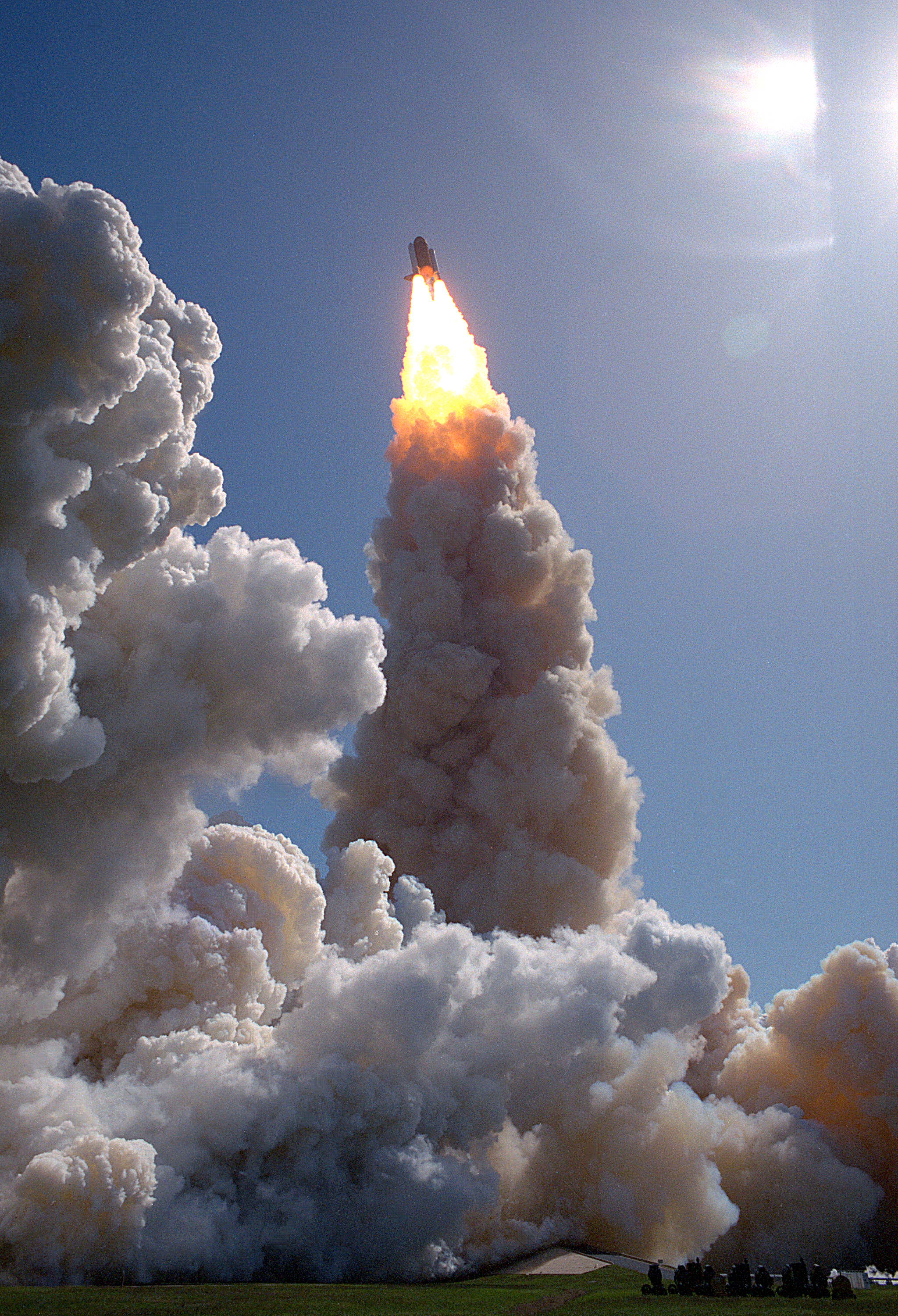
打上げ

ミッションの最大の目的は、Laser Geodynamic Satellite II (LAGEOS-II)の軌道への投入とU.S. Microgravity Payload-1 (USMP-1)の運用であった。アメリカ航空宇宙局とイタリア宇宙機関の共同プロジェクトであるLAGEOS-IIは、2日目に軌道投入された。Italian Research Interim Stage (IRIS)によって楕円軌道に乗せられ、遠点に達した時、モーターによって3,666マイルの円軌道に移動した。USMP-1は1日目に起動され、2つのMission Peculiar Equipment Support Structures (MPESS)の中で3つの実験が行われた。